# 子游 (宋国)
宋公游（？—前682年），子姓，字子游，《史记》则认为名游将其称为公子游，宋国公子，被南宮長萬立為宋君，在位僅一年。
宋閔公在位時與魯國多次交戰，宋大夫南宮長萬被俘後放歸宋國。宋閔公取笑他，說不願意尊敬他這種一敗再敗的敗軍之將，南宮長萬既愧且怒，激起殺機。
閔公十年（前682年），南宮長萬殺華督、宋閔公，立宋子游為君，宋国公族与蕭叔大心借曹國軍隊反擊，殺掉子游，立宋闵公之弟禦說，即宋桓公。不久南宮長萬出奔陳國，宋國花錢，讓陳國將他引渡回來，斬成肉醬。